# European League femminile 2013
L'European League di pallavolo femminile 2013 si è svolta dal 13 giugno al 12 luglio 2013, con la fase finale giocata a Varna, in Bulgaria. Al torneo hanno partecipato 8 squadre nazionali europee e la vittoria finale è andata per la prima volta alla Germania.

## Regolamento
Dopo la prima fase a gironi con formula del girone all'italiana con gare di andata e ritorno, le prime classificate, la miglior seconda e la nazionale del paese organizzatore si sono qualificate per la Final Four, giocata con semifinali e finali.

## Gironi
| Girone A                          | Girone B                       |
| --------------------------------- | ------------------------------ |
| Bulgaria Romania Turchia Ungheria | Belgio Germania Israele Serbia |

## Fase finale -Varna
|  | Semifinali | Semifinali | Semifinali |          |        | Finale 1º/2º posto | Finale 1º/2º posto | Finale 1º/2º posto |  |
|  |            |            |            |          |        |                    |                    |                    |  |
|  | Belgio     | Belgio     | 3          |          |        |                    |                    |                    |  |
|  | Belgio     | Belgio     | 3          |          |        |                    |                    |                    |  |
|  | Romania    | Romania    | 0          |          |        |                    |                    |                    |  |
|  | Romania    | Romania    | 0          |          | Belgio | Belgio             | 2                  |                    |  |
|  |            |            |            |          | Belgio | Belgio             | 2                  |                    |  |
|  |            |            | Germania   | Germania | 3      |                    |                    |                    |  |
|  | Bulgaria   | Bulgaria   | Germania   | Germania | 3      | 0                  |                    |                    |  |
|  | Bulgaria   | Bulgaria   |            |          |        | 0                  |                    |                    |  |
|  | Germania   | Germania   | 3          |          |        | Finale 3º/4º posto | Finale 3º/4º posto | Finale 3º/4º posto |  |
|  | Germania   | Germania   | 3          |          |        |                    |                    |                    |  |
|  |            |            |            |          |        |                    |                    |                    |  |
|  |            |            |            |          |        | Romania            | Romania            | 0                  |  |
|  |            |            |            |          |        | Romania            | Romania            | 0                  |  |
|  |            |            |            |          |        | Bulgaria           | Bulgaria           | 3                  |  |

## Podio

### Campione
Template:Germania femminile pallavolo European League 2013

### Secondo posto
Template:Belgio femminile pallavolo European League 2013

### Terzo posto
Template:Bulgaria femminile pallavolo European League 2013

## Classifica finale
| Classifica | Squadre  | Qualificazione        |
| ---------- | -------- | --------------------- |
|            | Germania | World Grand Prix 2014 |
|            | Belgio   | World Grand Prix 2014 |
|            | Bulgaria | World Grand Prix 2014 |
| 4          | Romania  |                       |
| 5          | Serbia   |                       |
| 6          | Turchia  |                       |
| 7          | Ungheria |                       |
| 8          | Israele  |                       |